# Mario de Luis Jiménez
Mario de Luis Jiménez (Madrid, 6 de mayo de 2002), más conocido como Mario de Luis,  es un futbolista español que juega como guardameta en el Atlético Madrileño, de la Primera Federación, tercera categoría del fútbol de España.

## Trayectoria
Natural de Madrid, es un guardameta formado en la Escuela de Fútbol La Chimenea desde 2008 a 2010, fecha en la que ingresaría en la cantera del Real Madrid Club de Fútbol para incorporarse al benjamín "B".
Tras seis temporadas en La Fábrica, en 2016 ingresa en la cantera del Rayo Vallecano para incorporarse al equipo cadete.
En la temporada 2019-20, con apenas 17 años disputaría cuatro partidos con el Rayo Vallecano de Madrid "B" en el Grupo VII de la  Tercera división de España. 
En el conjunto de Vallecas permanecería durante cuatro temporadas, ya que en julio de 2020 regresa al Real Madrid Club de Fútbol para incorporarse al juvenil "A".
En la temporada 2021-22, Mario es cedido al Real Avilés Club de Fútbol de la Segunda Federación, donde jugaría 6 partidos.
El 27 de enero de 2022, tras romper su cesión con el conjunto asturiano, firma por el Xerez Deportivo Fútbol Club de la Segunda Federación en calidad de cedido hasta el final de la temporada, donde jugaría 13 partidos.
En la temporada 2022-23, formaría parte del Real Madrid Castilla Club de Fútbol en la Primera Federación.

## Selección nacional

### Categorías inferiores
Mario es internacional con la selección de fútbol sub-18 de España.